# 洛桑顿珠
洛桑顿珠（藏語：བློ་བཟང་དོན་གྲུབ་，威利转写：blo bzang don grub；1943年—），藏族，西藏达孜人，中华人民共和国官员。

## 生平
1959年5月，洛桑顿珠参加工作，在西藏阿里地区邮电局任职。1960年2月，入西藏民族学院学习。其间，于1963年12月加入中国共产党。1965年8月学成之后，任西藏民族学院农业会计班教师。1970年6月，调任西藏自治区班戈县色戈区文书。1971年11月，调任西藏农牧学院财会系副主任、院党委副书记兼组织部长、纪委书记。1983年3月，调任西藏自治区党校副书记、副校长。其间，1984年6月至1986年7月在中央党校西藏班学习。
1986年9月，调任西藏自治区山南地委副书记、行署专员。1992年8月，出任西藏自治区拉萨市委副书记、市长。1993年12月，兼任西藏自治区副主席。1995年6月，改任西藏自治区副主席，拉萨市委书记。1997年11月起，专任西藏自治区副主席。后任西藏自治区常务副主席。